# Debes (cràter)
|  | No s'ha de confondre amb Debus (cràter). |

Debes és un cràter d'impacte que es troba al nord de la Mare Crisium, a la part oriental de la cara visible de la Lluna, just al nord-oest del cràter Tralles i del prominent Cleomedes.

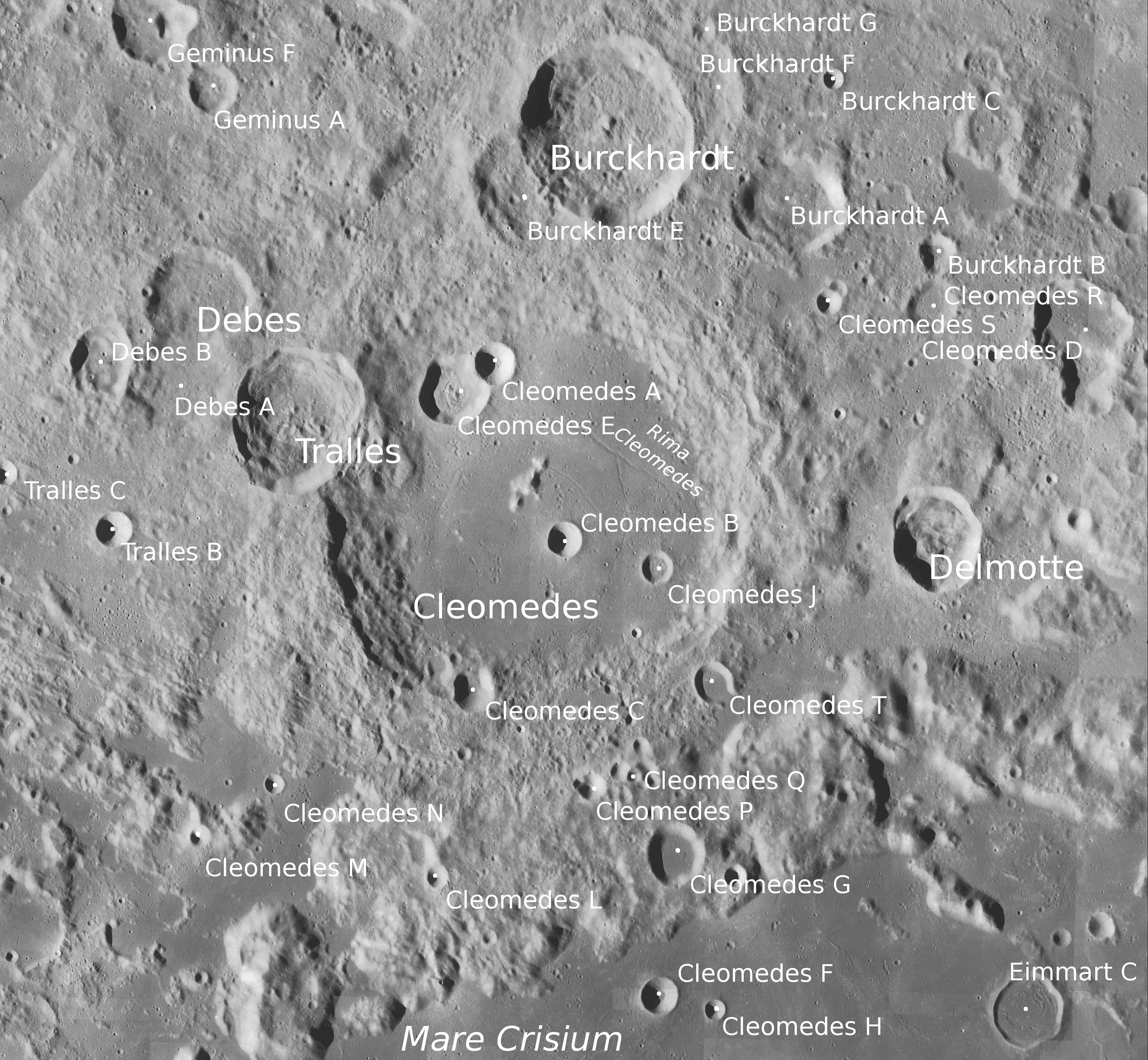
Localització de Debes (superior esquerra de la imatge)
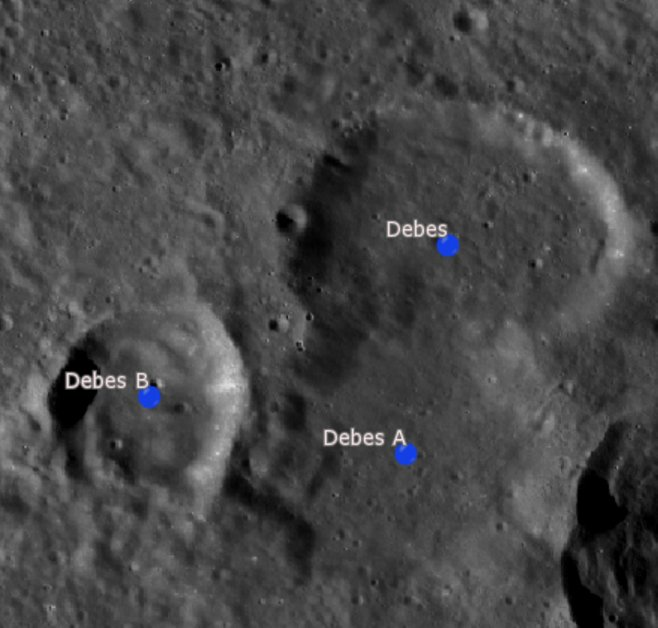
Cràters satèl·lit

Aquest cràter s'uneix a la forma ovalada de Debes A a través d'un trencament al seu vora sud. El cràter es va unir posteriorment al llarg de la seva vora occidental amb Debes B, de manera que el resultat és una formació de triple cràter. Les restes de Debes són més erosionades i arrodonides en comparació amb la vora més aguda de Tralles. El sòl interior és relativament pla i sense trets distintius.

## Cràters satèl·lit
Per convenció aquests elements són identificats en els mapes lunars posant la lletra en el costat del punt central del cràter que està més proper a Debes.
| Debes | Coordenades                          | Diàmetre |
| ----- | ------------------------------------ | -------- |
| A     | 28° 48′ N, 51° 30′ E / 28.8°N,51.5°E | 33 km    |
| B     | 29° 00′ N, 50° 36′ E / 29.0°N,50.6°E | 19 km    |